# Samantha Jones
Samantha „Sam” Jones (ur. 1958) – postać fikcyjna, jedna z głównych postaci serialu komediowego HBO Seks w wielkim mieście grana przez aktorkę Kim Cattrall. Jest jedną z postaci wykreowanych przez Candace Bushnell, która opublikowała książkę Seks w wielkim mieście na podstawie własnej kolumny w New York Observer.

## Charakterystyka
Samanta Jones, specjalista od PR, rutynowo sypiała z dwudziestoparoletnimi przystojniakami.

Samanta miała niezachwianą wiarę w siebie. Dzięki temu prawie zawsze dostawała to, co chciała.

Samanta Jones nigdy nie opuszcza ważnych pokazów. Nie znam innej osoby, która sądzi, że dzięki obcowaniu z pięknem, jest się bardziej atrakcyjnym.

Jeśli już kupować wibrator, to o nazwie „koń”.

Dwadzieścia lat randek w Nowym Jorku mogła przetrwać tylko mocarna hybryda: ego faceta w ciele kobiety.

Nigdy nie byłam w stanie zaprzyjaźnić się z mężczyznami. Po co? Przyjaźnie się z kobietami, z mężczyznami rżnę.

Ja też nie myślę o małżeństwie.

'Wiem, że to nie dla mnie, ale podziwiam twój wyzwolony styl życia.

## Historia postaci

### Przeszłość
Niewiele wiadomo o młodości Samanthy. Urodziła się w 1958 roku. Miała dwoje rodzeństwa, zapracowaną matkę i ojca–alkoholika. Rozpoczęła swą pierwszą przygodę seksualną gdy miała 13 lat. Tylko dlatego, że jej chłopak miał basen a jego matka ją uwielbiała. Nie było to jednak przyjemne pierwsze doznanie. Jej dzieciństwo nie było złe, jak uważała, a do czego doszła znacznie później. Według serialu „Pamiętniki Carrie” (Sezon 2 odcinek 1) Samantha poznała Carrie podczas lata 1985 roku, gdy Samantha miała 27 lat, gdy była barmanką w CBGB. Pochodziła z klasy robotniczej i większość swoich nastoletnich lat spędziła na sprzedaży batonów Dilly w Dairy Queen, aby zarobić kieszonkowe. Miała dwoje rodzeństwa, matkę i pijącego ojca. Później wspomina o imprezowaniu w Studio 54 w czasach jego świetności. Wspomniała, że miała co najmniej dwie aborcje, z których jedna miała miejsce, gdy była na studiach, podczas których miała kilka przygód w trójkątach z heteroseksualnymi parami, zawsze jako gość.

### Serial
Samantha Jones jest jedną z czterech samotnych przyjaciółek przedstawionych w serialu, pracownikiem public relations, dumną, pewną siebie kobietą o niezaspokojonych potrzebach seksualnych, a także fanką seksualnych spotkań na jedną noc. W dzisiejszych pojęciach, można ją zaliczyć do kuguarzyc i przedstawicieli Promiskuityzmu. Większość jej historii obraca się wokół przygodnego seksu i krótkich romansów. To zmieniało się ewolucyjnie pod koniec pierwszego sezonu (James), w czwartym (Maria Reyes i Richard Wright) oraz finalnie w szóstym (Jerry „Smith” Jerrod). Jest szczera i samozwańcza „próbująca seksualnie” (co oznacza, że „spróbuje czegokolwiek, ale tylko raz”, jak to sama powiedziała). Jest przedstawiana jako zuchwała, prostolinijna, wysoce opiekuńcza wobec swoich przyjaciół i nie bojąca się konfrontacji. Wykazywała także nonszalancję wobec randek i monogamii. Czuła się niekomfortowo, gdy jej relacje seksualne przybierały emocjonalny obrót. Samantha była gotowa na wszystko jeśli tylko ktoś podważył jej status „seks maszyny”. Opublikowała w Internecie seks-taśmę z Jerrodem, by udowodnić swoją reputację i jego orientację seksualną.
Samantha jest najstarszą z czwórki przyjaciół. We wczesnych sezonach sugerowano, że pozostała trójka nie zdawała sobie sprawy o ile starsza. Przyjaciółki świętowały jej urodziny w 1995, 1996, 1997 i 1998 roku jako 35. urodziny. Ma własną firmę public relations. W serii prequeli książki okazuje się, że Carrie jako pierwsza spotkała Samanthę.
We wczesnej części serii mieszkała na Upper East Side, ale ostatecznie przeniosła się do innej dzielnicy, do drogiego mieszkania (7000 dolarów miesięcznie czynszu za posiadanie na własność) w dzielnicy Meatpacking District. Jeden z jej nocnych gości wpuścił rabusia, który zaatakował jedną z jej starszych sąsiadek. Samantha stała się celem społeczności starszych sąsiadów rozzłoszczonych tym faktem.
Jedną z najlepszych cech Samanthy jest jej lojalność wobec przyjaciół. Kiedy Carrie wyznała jej, że ma romans ze swoim żonatym byłym chłopakiem „Panem Big” i zdradziła swojego chłopaka Aidana, Samantha mówiła jej, że ocenianie nie jest w jej stylu i zaoferowała jej wsparcie. Chociaż kilka razy walczyła z Charlotte, to o jej rozwodzącego się brata Wesleya (Jack Mulcahy), z którym się przespała, albo o stosunek do samego seksu, zawsze udało im się przezwyciężyć różnice i pogodzić się. Pomimo kłopotów z przystosowaniem się do tego, że Miranda urodziła i wychowywała dziecko, ucieszyła się, że będzie „ciotką” dla malca. Po porodzie przyjaciółki, chętnie zrezygnowała z upragnionego spotkania z wybitnym fryzjerem. Wysłała wyczerpaną Mirandę na swoje miejsce, zostając w domu, aby opiekowała się dzieckiem. Chociaż Miranda jest zwykle uważana za najlepszą przyjaciółkę Carrie, Samantha jest bliższa Carrie. Carrie znienawidziła pierścionek zaręczynowy w kształcie i kolorze gruszki, który Miranda pomogła wybrać Aidanowi. Samantha pomogła mu wybrać klasyczny diament, który to jej przyjaciółka pokochała.
Tuż przed ślubem Mirandy ze Steve’em, u Samanthy zdiagnozowano raka piersi. Stawiła czoła wyzwaniu, bawiąc się swoim wyglądem, nosząc kolorowe i pstrokate peruki, czapki czy chusty po tym, jak straciła włosy na chemioterapii. W jednym z ostatnich odcinków wygłosiła przemówienie na uroczysta kolację Stowarzyszenia Kobiet Walczących z Rakiem. otrzymuje owację na stojąco za zdjęcie peruki na scenie i przyznanie, że cierpi na uderzenia gorąca. Publiczność doceniła jej szczerość i uczciwość, a wiele kobiet na widowni wstało i zdjęło własne peruki.

### Seks w wielkim mieście (film)
49-letnia Samantha chciała kupić sobie diamentowy pierścionek z kwiatkiem na aukcji charytatywnej, jednak została przelicytowana. W Los Angeles – gdzie mieszkała wraz ze Smithem od około trzech lat – okazało się, że to on go kupił, chcąc uszczęśliwić partnerkę. Samantha chciała mu wynagrodzić to seksem, ale Smith poszedł się zdrzemnąć dla urody. Pojechała też wraz z Carrie, Mirandą i Charlotte do Meksyku, by pocieszyć pisarkę po tym, jak Big zostawił ja przed ołtarzem. Tam zaczęła się użalać, że jej życie kręci się wokół Jerroda. Po powrocie do Malibu, jej chłopak dostrzegł, że była jakby nieobecna. Samantha wyjaśniła mu jednak, że nie utożsamia się już, tak jak dawniej, z ich życiem. Bycie jego menadżerką ją męczyło, bo od dwóch lat on był na pierwszym planie, w przeciwieństwie do poprzednich lat, gdzie to ona grała pierwsze skrzypce. Nadal też podglądała sąsiada, ale nie chcąc ulegać pokusie, zaczęła częściej kupować, zaczynając na psie yorku a kończąc na markowych ubraniach znanych projektantów. Zrobiła dla swojego chłopaka sushi i położyła je na swoim nagim ciele. Gdy ten się nie zjawił w domu była wściekła. Rzuciła w nim jedzeniem, za to, że spóźnił się trzy godziny. Tak jak kura domowa, którą nie chciała być, zrobiła mu obiad. Gdy trzasnęła drzwiami, Jerrod wyjął z plecaka czekoladki w pudełku w kształcie serca. Dopiero spotkanie z przystojnym Dante uświadomiło jej, że czegoś w jej życiu brak. Przez to, nawet nieco przytyła. Przyjechała do Nowego Jorku, na „baby shower” Charlotte i powiedziała o tym dziewczynom. Zerwała z Jerrodem tuż po powrocie do Malibu. On przyjął to ze spokojem i prosił by zachowała pierścionek z kwiatkiem, który kiedyś jej podarował. Poprosił również, aby pozostali przyjaciółmi, na co Samantha przystała.
Wieczorem przyjaciółki poszły na miasto. Jak za dawnych lat zaczęły znowu być ze sobą, przy drinku „cosmopolitan”. Zamówiły też malutki tort dla zaskoczonej Samanthy, na jej 50. urodziny. Carrie wzniosła toast dla Samanthy: „przepięknej pięćdziesiątki” i Samantha, a potem wszystkie dziewczyny, zdmuchnęła świeczki. Wzniesiono drugi toast: „za nas i kolejną pięćdziesiątkę”.

### Seks w wielkim mieście 2
52-letnia Samantha przechodziła menopauzę i broniła się przed nią kuracją z tabletek hormonalnych, byle tylko zachować swój popęd seksualny. Pewnego dnia do niej zadzwonił Smith Jerrod i zaprosił ją na premierę swego najnowszego filmu, realizowanego w Zjednoczonych Emiratach Arabskich. Tak Samantha poznała szejka Khalida (Art Malik), który zaznajomił się z historią Jerroda. Szejk zaprosił specjalistę od PR do swej ojczyzny. Miał nadzieję, że Samantha zrobiłaby dobrą reklamę jego hotelu w Abu Zabi. Zgodził się też, by Carrie, Miranda i Charlotte dołączyły do niej. Samantha szykowała się na randkę z nowo poznanym Rikardem (Max Ryan), czym wywołała mały skandal w konserwatywnym kraju, całując się z nim publicznie. Sytuację dodatkowo pogorszył styl ubrań bohaterek, nie za bardzo akceptowany na „nowym Bliskim Wschodzie”. Afera doprowadziła do tego, że szejk przestał płacić za pobyt kobiet w hotelu. W rezultacie Carrie, Samantha, Miranda i Charlotte wróciły do Ameryki. Samantha znowu mogła brać hormony i uprawiać seks z Rikardem.

### Seks w wielkim mieście 3
W 2018 roku zgłoszono, że Kim Cattrall nie chciała pojawić się w trzecim filmie, kiedy dowiedziała się o wątkach związanych z uśmierceniem postaci Mr. Big oraz Samanthy, otrzymującej sexting i nagie zdjęcia od 14-letniego syna Mirandy, Brady’ego. Cattrall później wyjaśniła, w 2019 roku, że zdecydowała się nie pojawiać się w trzecim filmie, ponieważ czuła, że „przekroczyła linię mety”, wcielając się w postać Samanthy z powodu jej miłości do serii.

### And Just Like That...
W styczniu 2021 roku potwierdzono kontynuację serialu, pod tytułem „And Just Like That...” jako 10 odcinków po 30 minut, bez udziału Kim Cattrall.
Dyrektor programowy HBO postanowił rozwiać wątpliwości i ujawnić, że Samantha po prostu przestanie być częścią paczki przyjaciółek z serialu.

## Powiązane z postacią

### Anthony Marantino
Anthony został polecony przez Samanthę przyjaciółce Charlotte by organizował jej suknie ślubną. Dlatego, że znała go o wiele wcześniej niż jej przyjaciółka York, przyszła pani MacDougal.

### James
James (James Goodwin) to prawnik i pierwsza miłość Samanthy.
Sezon 1
Poznali się kilka tygodni wcześniej, gdy Samantha zafundowała sobie wieczór w klubie jazzowym, gdzie dostrzegł ją James. Jej wyznanie, że za niego mogła by nawet wyjść, dla jej przyjaciółek „było wydarzeniem porównywalnym z rozstępującym się przed Mojżeszem, Morzem Czerwonym”, jak to opisała Carrie. Samantha nie zaprosiła go do siebie, jak to miała w zwyczaju. To, że nie poszła z nim do łóżka zszokowało Mirandę a wyznanie o możliwości poślubienia go – marzącą o mężu Charlotte. Czar prysł, gdy okazało się, że jego penis ma 8 cm we wzwodzie.
Sezon 2
Samantha nie poddała się. Użyła całego swego doświadczenia by osiągnąć z nim przyjemność w łóżku, ale ani zmiana pozycji seksualnych, ani jego wysiłki nie dały rezultatu. W końcu od 3 tygodni nie sypiali ze sobą. Razem poszli do terapeutki seksualnej (Marilyn Sokol), których to ona nienawidziła. Tam wyznała mu, że ma za małego penisa, a James z nią zerwał.
Sezon 3
Rok później został tylko przez nią wspomniany przez Samanthę, że tęskni za nim.

### Maria Reyes
Maria Reyes (Sônia Braga) to była lesbijska kochanka Samanthy i malarka.
Sezon 4
Samantha, w galerii Charlotte, poznała artystkę i lesbijkę Marię Reyes. Wszystkie jej prace były sprzedane i umówiły się, że Maria zrobi nowe dzieło, tylko dla niej. Samantha pomogła Marii w malowaniu obrazu. Artystka była wyraźnie zainteresowana ponętna kobietą i zaoferowała jej związek. Po tym jak Samantha spotkała Biga na otwarciu nowej restauracji i dała mu do zrozumienia, by zaprzestał kontaktowania się z Carrie, Maria była pod wrażeniem. Dlatego też wyznała, że przyjaźń z Samanthą byłby dla niej niewystarczającym układem. Specjalistka PR przełamała się i mocno pocałowała Marię w łazience. Samantha ogłosiła dziewczynom, że umawia się z Marią i, co je zaszokowało, została lesbijką. Była jednak rozczarowana, że tak krótko ją obgadywały. W końcu obie z Marią poszły do łóżka. Samantha była zachwycona tym co mają. Było to dla niej coś głębszego niż dotychczas. Samancie zaczęło przeszkadzać ciągle rozmawianie o uczuciach z Marią w wannie. W obecności malarki, mierzyła też się ze swoją przeszłością seksualną z mężczyznami. Maria zadawała niewygodne pytania, które denerwowały Samanthę. Kłótnia wybuchła po nocnej wizycie przystojnego Seana (Joe Petcka). Okazała zazdrość, a Samantha, że brakuje jej fajerwerków związanych z seksem z mężczyznami. Maria roztłukła talerze Samanthy, ale po dwóch dniach przyszła do kobiety ze sztucznym penisem. Obie użyły zabawki tak, że specjalistka od PR nadwerężyła krzyż. Samantha zerwała z artystką bo ta uznała, że jest zbyt pruderyjna.

### Richard Wright
Richard Wright (James Remar) to magnat hotelowy i były kochanek Samanthy. Samantha miała wiele młodszych rywalek, którymi interesował się Richard, dlatego z nim zerwała. Spotkała się z nim jeszcze raz, gdy chodziła ze Smithem Jerrodem, w celu uprawiania seksu, jednak żałowała tego.
Sezon 4
Samantha starała się zatrudnić w firmie milionera i właściciela wielu hoteli Richarda Wrighta. Za pierwszym razem odmówił jej ponieważ nie chciał zatrudnić kogoś emocjonalnego. Za drugim także, bo spała z jego architektem. Z zimnym opanowaniem dała mu reprymendę i wyszła z jego gabinetu. Richard pobiegł za nią, ale nie zdążył, a Samantha, gdy była sama w windzie rozpłakała się. Nie mniej otrzymała stanowisko jako kobieta z ikrą. Udała się na spotkanie z Richardem. Wyjawił on jej, że prowadzi podobne życie miłosne jak Samantha. Podczas lotu do brazylijskich hoteli Wrighta, Samantha przespała się ze swym szefem. Po raz pierwszy od lat nie chciała opisać dziewczynom jaki Richard jest w łóżku. Dziewczyny słusznie podejrzewały, że się zakochała. Mężczyzna dał jej idealną różę, a ona jemu fellatio. Wyzwolona seksualnie kobieta przyjechała do Richarda na szczyt apartamentowca, gdzie był basen. Wyraźnie zaznaczyła, że łączy ich tylko praca oraz seks. Wykąpali się i po tym jak mężczyzna włączył muzykę, tańczyli powoli w jej rytmie. Samantha przestała walczyć z uczuciem do niego. W klubie dla gejów bawiła się niesamowicie i zażyła tabletkę ekstazy. Poszła do łóżka z Richardem i wyznała, że go kocha. Nazajutrz bardzo tego żałowała. Nie mniej nie odważyła się mu powiedzieć, że to nie narkotyk przez nią przemawiał. Przeczytała w gazecie, że Richard romansuje z innymi kobietami. Zadzwoniła do J.J. Mitchella (Marc Grapey) i on potwierdził to. Na balu Richarda prawda uderzyła ją w twarz, że mężczyzna, z którym się spotyka, sypiał z połową miasta. W zemście, Samantha przespała się z Mitchellem, a Richard był zadowolony, że specjalistka PR się nie zmieni. Otrzymała wiele prezentów od Richarda, zawsze z liścikiem klasa za klasę lub seks za seks, najlepszego Richard. Wkrótce też odkryła, że to jego asystent i gej, Roger (Robert Gomes) kupował te rzeczy. W zamian za udawanie, że nie istnieje, wypisał on na bileciku Mojej pięknej, kocham Richard. Przyznał się do tego, a ona podziękowała tylko za prezent i przespała się z Wrightem. Na urodziny Richarda, zgodziła się spełnić jego marzenie. Wright poprosił swą partnerkę o seks – trójkąt z atrakcyjną Alexą (Rachel Nichols). 21 – latka zgodziła się, ale Samantha od razu wyznaczyła jej granice. Gdy Alexa nazwała Richarda tatuśkiem, czego on nienawidził, pozwolił Samancie ją wyrzucić. Sama otrzymała to czego potrzebowała: monogamię. W końcu podarowała Richardowi czerwony obraz z trzema sercami. Nie umiała inaczej powiedzieć „daje Ci serce”. Wyznała koleżankom, że jest uzależniona od miłości. Z zazdrości podejrzewała, że milioner sypia z innymi kobietami. By uspokoić swoje nerwy, ukradła klucz i przesłuchała jego automatyczna sekretarkę. W końcu założyła perukę z kolekcji Raquel Welch i śledziła go do jego mieszkania, gdzie nakryła go na robieniu cunnilingusa innej kobiecie. Ze złości roztrzaskała swój prezent dla niego.
Sezon 5

Ten facet przysięgał, że mnie kocha, a potem strzelił minetę innej kobiecie.

Samantha była wciąż wściekła na Richarda za jego zdradę. Mężczyzna za to nagrywał się na jej telefon komórkowy i domowy. Gdy go raz spotkała, oblała go martini. Później odwiedziła dzielnicę nieprawego Richarda z ulotkami zawierającymi zdjęcie Richarda oraz napis „oszust i kłamca”. Nawet policjantka (Chandra Wilson) zgodziła się, by kontynuowała to. Złość zeszła z niej, bo na imprezie marynarzy kilka razy odsłuchała wiadomość od Richarda, uśmiechając się przy tym. Wbrew opinii przyjaciółek, wróciła do Richarda. On ofiarował kobiecie wielki brylant na środkowy palec. Wright zaprosił specjalistkę PR do restauracji. Okazał wielką cierpliwość, gdy kobieta perfidnie wypominała mu co zrobił z inną oraz gdy nie obejrzał się za pupą innej kobiety. Pomimo obiecujących pozorów, jeszcze nie zasłużył na wybaczenie. Razem wybrali się na chrzest Brady’ego. dzięki Richardowi, zaprosiła wszystkie dziewczyny na lot do Atlantic City. Mimo że mężczyzna dał jej majtki z pereł, Samantha obawiała się, że on zdradzi ją z żeńską częścią personelu, np. pokojówką Terry (Iris Almario). Była bardzo zazdrosna i gdy zadzwonił do niej, by szła z przyjaciółkami, pobiegła schodami do jego pokoju. Tam zadyszana, stwierdziła, że dłużej tak nie może strzępić sobie nerwów na niego. Martwić się, czy ją zdradzi, czy nie. Odeszła, oddając mu majtki i wielki brylant. Później Samantha wyprawiła wielkie przyjęcie w Hamptons, w domu Richarda, którego nie zaprosiła na nie.
Sezon 6
Samantha uznała, że Smith zachowuje się dziecinnie i zdradziła go z Richardem, ale dostrzegła w nim coś więcej, gdy pomimo tego poczekał na nią i – zapłakaną – odprowadził do domu.

### Smith Jerrod
Jerry „Smith” Jerrod (Jason Lewis) to urodzony w 1975 roku, aktor i były kelner oraz były partner Samanthy. Wykształcił się jako aktor i dorabiał jako kelner. Zanim poznał Samanthę, nadużywał przez 8 lat alkoholu, przez co został członkiem Anonimowych Alkoholików.
Sezon 6
Samantha zauważyła pięknego i męskiego, 28-letniego kelnera. Przygotowywała się do zdobycia go, ale wkrótce zrozumiała, że kobiety przychodziły do restauracji tylko ze względu na niego, którego pożerały wzrokiem. Cztery godziny później, towarzyski zaczęły się wykruszać aż na polu bitwy została tylko jedna (Julia K. Murney). Jednakże Jones zapłaciła za jej kolację i tak kelner wylądował w jej łóżku. Tam, po całej nocy ciągłego seksu, wyznał jej, że i tak by z nią poszedł. Na torebkowej imprezie u Victorii (Jennifer Coolidge) poznała tego samego kelnera. Na zapleczu uprawiali seks, a Victoria wpadła w szał, gdy ich zobaczyła. Po kolejnym seks-spotkaniu w mieszkaniu Samanthy, mężczyzna powiedział jej, że po incydencie z nią, wyrzucono go z drugiej pracy. Samantha chciała mu wręczyć 300 dolarów, dniówki najlepszych kelnerów, ale rzucił gotówkę na stół i wyszedł wściekły. Dał się jednak przeprosić, gdy Samantha przebrała się za służącą i wysmarowała go bitą śmietaną. Powiedział jej, że z zawodu jest aktorem i ma na imię Jerry. Z Jerrym zaczęli realizować najdziksze fantazje seksualne. Poznała przy tym co nieco z jego przeszłości, oraz nazwisko „Jerrod”. W zamian za obietnicę wielorakiego szczytowania podczas seksu, zgodziła się udać na przedstawienie Jerry’ego w piątek pt. „Księżyc w pełni”. Sztuka byłaby nudna dla Samanthy, gdyby nie to, że Jerry wszedł na scenę i po chwili odgrywał swą rolę zupełnie nagi. Po zakończeniu, mieli się kochać gdy nagle Jerry oświadczył, że rzucił kelnerowanie, bo sądził, że sztuka okaże się sukcesem. Skoro chciał być aktorem, Samantha zgodziła się wykreować z niego gwiazdę, by samemu mogła kroczyć po czerwonym dywanie. Zdecydowała się zmienić mu imię na Smith. Podczas kolejnego występu, sala pękała w szwach. Samantha tym razem wsłuchała się w monolog byłego kelnera, a on sam zrobił furorę. Samantha zdołała namówić Smitha do występu w reklamie wódki „absolut”. Plakat, na którym widniał, pokazał go bez jakiegokolwiek stroju. Krocze przesłoniła mu butelka firmy, a na dole widniał napis ABSOLUT HUNK. W wielkim formacie wywieszony został na jednej z najbardziej ruchliwych ulic miasta. Jerrod był pod wielkim wrażeniem całości. Wkrótce zauważył, że wszyscy się z niego śmieją, ale Samantha zapewniła go, że najpierw docenią Smitha homoseksualiści, następnie dziewczyny, a na samym końcu show-biznes. Bardzo w to wątpił, ale wkrótce jej słowa się sprawdziły. Tydzień później Gus Van Sant zaproponował mu rolę w filmie, którą przyjął. Samantha zachęciła Smitha do wystąpienia w Total Request Live. Kazała mu powiedzieć, że jest samotny i nie ma jakieś szczególnej osoby na oku. Samantha widziała występ i pocałowała siedzącego obok mężczyznę (Gabe Doran), którego amory chwilę wcześniej odrzuciła. Jego dziewczyna (Kim Director) przeszkodziła im, a koleżanki (Michele Santopietro i Suzanne Didonna) zagroziły jej pobiciem. Gdy wybiegła z baru, wraz z Carrie zapaliły marihuanę i Smith zadzwonił do niej. Zakłócenia zmusiły ją do odejścia kilka kroków i pogratulowała mu. Samantha, przyzwyczajona do niezależnego życia, zmagała się faktem posiadania przy sobie partnera. Była gotowa zrobić ze Smithem wszystko w sypialni, ale z najwyższym trudem przychodziło jej trzymanie się z nim za dłonie w miejscu publicznym, na co ostatecznie przyznała. Zaczęła hodować włosy łonowe dla Smitha, ale zauważyła na nich siwy włos. Przefarbowała je, ale przez przypadek wyszedł jej kolor rudy. W końcu zgoliła je, oznajmiając Smithowi, że jest kobietą pracującą i nie chce czekać aż znajdzie łechtaczkę. Uznała, że Smith zachowuje się dziecinnie i zdradziła go z Richardem, ale dostrzegła w nim coś więcej, gdy pomimo tego poczekał na nią i – zapłakaną – odprowadził do domu. Była wściekła gdy lekarz (David Deblinger) zasugerował, że rak piersi – o którym niedawno się dowiedziała – mógł powstać z powodu braku dzieci. Dlatego udała się do znanej i jednej na najlepszych onkolożek w mieście. Ona i znajoma z poczekalni, siostra Anne Marie (Julia Sweeney), zostały wpisane na spotkanie. Dopiero gdy specjalistka PR wspomniała o tym, że spotyka się ze Smithem. Jones musiała się zmagać z wypadaniem włosów w wyniku chemioterapii. W ramach wsparcia, Smith zgolił swoje włosy a Smanatha założyła perukę na premierę jego filmu. Miała problem, gdy gazeta plotkarska uznała Smitha za geja po tym jak zrobił sobie zdjęcie z Marcusem i Stanfordem. Samanthę uznano za jego zasłonę dymną. Wobec groźby zrujnowania swojej reputacji „seks–maszyny”, nagrała seks-taśmę i rozpowszechniła ją pośród ludzi a zwłaszcza w Internecie, gdzie fragment widziała Miranda. Samantha nazwała Smitha per „chłopak”, po raz pierwszy w życiu. Ona i Smith zostali zaproszeni na kolację u Aleksandra Petrovsky, gdzie gospodarz powiedział im, że Carrie przeprowadzi się z nim do Paryża. Pisarka sprostowała, że otrzymała tylko taką propozycję. Zmagając się z ciągłym poceniem i uderzeniami gorąca od chemioterapii, została poproszona przez gospodynie (Anne De Salvo i Jennifer Gelfer) bankietu na rzecz walki z rakiem o mowę motywacyjną. Starała się do niej przygotować profesjonalnie, ale otrzymała owacje na stojąco, dopiero gdy soczyście przeklęła i zdjęła perukę oraz przyznała, że należy im się nagroda za walkę z efektami raka, czyli obfitym poceniem oraz uderzeniami gorąca. Chemioterapia Samanthy niemal zabijała jej życie seksualne. Dlatego dała Smithowi – na okres kręcenia filmu o Attyli w Kanadzie – wolną rękę w sprawach seksu. Pomimo tego, wysłał jej kwiaty, że będzie czekał. Później wrócił do miasta i wyznał miłość Jones. Samantha przyznała, że on znaczył więcej niż inni mężczyźni. Później, przypieczętowali to długim i głośnym seksem.
Seks w wielkim mieście (film)
49-letnia Samantha chciała kupić sobie diamentowy pierścionek z kwiatkiem na aukcji charytatywnej, jednak została przelicytowana. W Los Angeles – gdzie mieszkała wraz ze Smithem od około trzech lat – okazało się, że to on go kupił, chcąc uszczęśliwić partnerkę. Samantha chciała mu wynagrodzić to seksem, ale Smith poszedł się zdrzemnąć dla urody. Pojechała też wraz z Carrie, Mirandą i Charlotte do Meksyku, by pocieszyć pisarkę po tym jak Big zostawił ja przed ołtarzem. Tam zaczęła się użalać, że jej życie kręci się wokół Jerroda. Po powrocie do Malibu, jej chłopak dostrzegł, że była jakby nieobecna. Samantha wyjaśniła mu jednak, że nie utożsamia się już, tak jak dawniej, z ich życiem. Bycie jego menadżerką ją męczyło, bo od dwóch lat on był na pierwszym planie, w przeciwieństwie do poprzednich, gdzie sama grała pierwsze skrzypce. Zrobiła dla swojego chłopaka sushi i położyła je na swoim nagim ciele. Gdy ten się nie zjawił w domu była wściekła. Rzuciła w nim jedzeniem, za to, że spóźnił się trzy godziny. Tak jak kura domowa, którą nie chciała być, zrobiła mu obiad. Gdy trzasnęła drzwiami, Jerrod wyjął z plecaka czekoladki w pudełku w kształcie serca. W końcu zerwała z Jerrodem. On przyjął to ze spokojem i prosił by zachowała podarowany pierścionek z kwiatkiem. Samantha przystała też na sugestię mężczyzny by zostali przyjaciółmi.
Seks w wielkim mieście 2
Dwa lata później do Samanthy zadzwonił Smith Jerrod i zaprosił ją na premierę swego najnowszego filmu, realizowanego w Zjednoczonych Emiratach Arabskich. Tak Samantha poznała szejka Khalida (Art Malik), który zaznajomił się z historią Jerroda. Szejk zaprosił specjalistę od PR do swej ojczyzny. Miał nadzieję, że Samantha zrobiłaby dobrą reklamę jego hotelu w Abu Zabi.
And Just Like That...
W kontynuacji serialu i dwóch filmów aktorka nie wystąpiła.